# Else Eisner

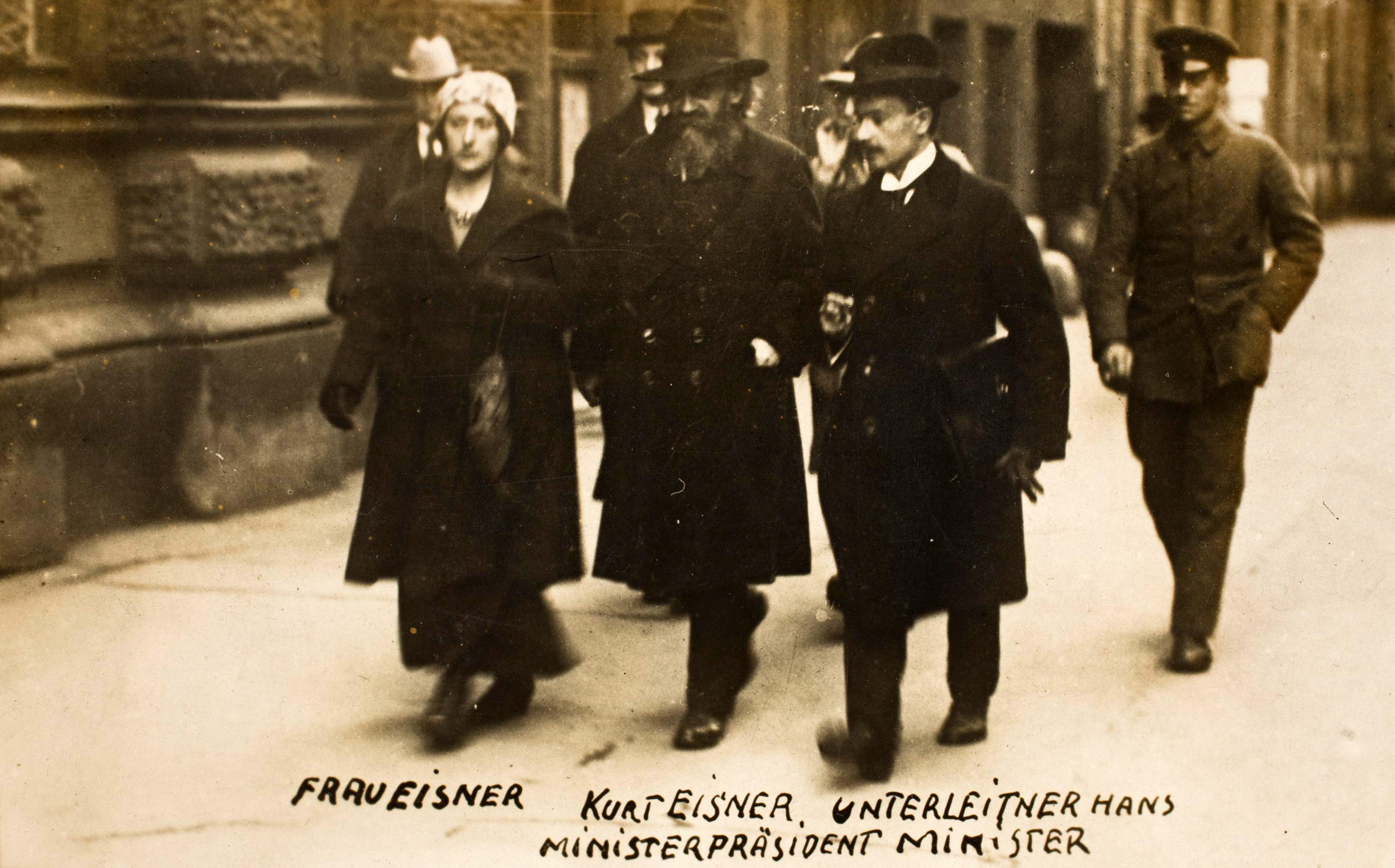
Else und Kurt Eisner (Ministerpräsident) mit Hans Unterleitner (Minister) 1919

Else Eisner, geborene Belli (* 30. November 1887 in Hirslanden, Kanton Zürich; † 17. Juni 1940 in Dole, Frankreich durch Selbstmord) war eine deutsche Sozialdemokratin und Frau des Revolutionärs und bayerischen Ministerpräsidenten Kurt Eisner.

## Leben
Elise „Else“ Belli war die Tochter des Schriftstellers und „roten Feldpostmeisters“ Joseph Belli und kam in der Schweiz zur Welt. Ihr Vater war seit 1890 leitender Mitarbeiter des Stuttgarter Dietz-Verlages. Parteigrößen der SPD gingen bei den Bellis aus und ein. Else kannte August Bebel, Clara Zetkin und Rosa Luxemburg schon als Kind. Else Bellis Tochter Freia (* 6. Juni 1907 in München) stammte aus einer Affäre mit dem Stuttgarter Hemann Otto Bach.:S. 239
Um diese Zeit arbeitete sie als Redakteurin bei der sozialdemokratischen Fränkischen Tagespost in Nürnberg. In den Jahren 1907 bis 1910 war der Schriftsteller Kurt Eisner Chefredakteur der Fränkischen Tagespost. Dort lernte er Else Belli kennen. Ihre Beziehung wurde unter dem Wortspiel casus belli vor allem parteiintern skandalisiert und führte dazu, dass Eisners Ernennung zum Dessauer SPD-Kandidaten für die Reichstagswahl 1912 letztlich scheiterte.:S. 243 Else Bellis Stellung am Nürnberger Parteiblatt wurde durch Klatsch und Tratsch problematisch, so dass sie sich als Redakteurin zurückzog und mit der Hilfe ihres Vaters in Großhadern bei München ein Haus erwarb. Kurt Eisner trat 1910 anlässlich einer negativen Jahresbilanz der Tagespost zurück:S. 229 und zog nach München.
In Großhadern bei München wohnte Eisner, entgegen den Gepflogenheiten der Zeit, unverheiratet mit Else Belli zusammen. Erst 1917 heirateten sie nach seiner Scheidung von der ersten Frau. Das Ehepaar hatte eine Tochter, Ruth (* 30. Oktober 1909 in Großhadern), Freia hatte Kurt Eisner als leibliche Tochter anerkannt. Auch die Stiefkinder Ilse und Hans Kurt Eisner lebten bei der Familie. Laut Otto Graf fanden bis zu den Januarstreiks 1918 in dem Haus Haderner Lindenallee 8 Sonntagsgespräche bei Kurt Eisner und Else Belli statt, in denen die Zukunft Bayerns nach Krieg und Monarchie diskutiert wurde.
In der Nacht zum 8. November 1918 rief ihr Mann in der ersten Sitzung der Arbeiter- und Soldatenräte im Mathäserbräu den „Freistaat Bayern“ (sinngemäß „frei von Monarchie“) aus und erklärte das herrschende Königshaus der Wittelsbacher für abgesetzt. Kurt Eisner wurde vom Münchner Arbeiter- und Soldatenrat zum ersten Ministerpräsidenten der neuen bayerischen Republik gewählt und bildete kurz darauf ein Regierungskabinett aus Mitgliedern der SPD und der USPD. Bei den bayerischen Landtagswahlen am 12. Januar 1919 erhielt die USPD allerdings nur 2,53 Prozent der Stimmen und gerade mal 3 Abgeordnete.
Am 21. Februar 1919 verließ Eisner die Räume des Bayerischen Ministeriums des Äußeren, in denen er letzte Hand an seine Rücktrittsrede gelegt hatte, die er um 10 Uhr im neu konstituierten Bayerischen Landtag verlesen wollte. Er wurde begleitet von Else Eisner, seinem Schwiegersohn und Staatsminister für soziale Fürsorge Hans Unterleitner, seinem Sekretär Felix Fechenbach und Benno Merkle, einem Mitarbeiter im Bayerischen Außenministerium, sowie von zwei Leibwächtern. Auf dem Weg durch die Promenadestraße (heute Kardinal-Faulhaber-Straße) wurde Kurt Eisner von Anton Graf von Arco auf Valley aus unmittelbarer Nähe mit zwei Pistolenschüssen in Rücken und Kopf getötet. Der Leichnam Kurt Eisners wurde am 26. Februar 1919 in einem großen Trauerzug, an dem rund 100.000 Menschen beteiligt gewesen sein sollen, von der Theresienwiese zum Städtischen Krematorium auf dem Münchner Ostfriedhof überführt. Dort wurde in einem kleineren Kreis die Leiche eingeäschert und beigesetzt; Trauerreden hielten Hans Unterleitner und Hugo Haase (USPD), Max Levien (KPD) und  Gustav Landauer. Die Weltbühne veröffentlicht den Nachruf Else Eisners über ihren ermordeten Mann.
Gustav Landauer wurde am 1. Mai 1919 im Haus Eisners in Großhadern verhaftet und zunächst nach Starnberg zum Gruppenkommando West gebracht. Er wurde am 2. Mai 1919 in München-Stadelheim ermordet. Else Eisner floh daraufhin mit den Kindern aus Bayern ins badische Gengenbach, wo ihr Vater ein Haus besaß. Else Eisner und den zwei Töchtern wurde die übliche Unterstützung für Hinterbliebene von Staatsbediensteten verweigert. In der Wochenzeitschrift Die Weltbühne wurde mehrfach darauf hingewiesen, dass sie dort Not leide, und es wurde zu Spendensammlungen aufgerufen.
Nach der Machtergreifung der Nationalsozialisten 1933 sah sich Else Eisner zur Emigration nach Frankreich gezwungen.:S. 314 ff. Der Name Eisner war für Hitler ein „rotes Tuch“, wie er 1925 in seinem autobiografischen Programmentwurf Mein Kampf erklärt hatte.:S. 335, Anmerkung 63. Ihr Stiefsohn Hans Kurt Eisner wurde nach der Machtergreifung festgenommen und starb im KZ, Stieftochter Ilse und deren Mann Hans Unterleitner flohen 1936 aus Deutschland und emigrierten in die USA.
Als im Zweiten Weltkrieg während des Frankreichfeldzuges infolge des Vormarsches der Wehrmacht zur Umfassung der Maginot-Linie kein Entkommen mehr möglich und jeder Fluchtweg abgeschnitten war, nahm sich Else Eisner am 17. Juni 1940 in Dole im Osten Frankreichs das Leben.:S. 318